# 李寶瑩
李寶瑩，BH（1938年—），廣東順德大良人。香港粵曲女演唱家、粵劇及電影女演員。於粵曲歌壇出道時因以擅唱粵劇名伶芳艷芬的「芳腔」而有「小芳艷芬」、「新芳艷芬」的封號。

## 生平
李寶瑩祖籍廣東順德大良，於1938年出生在英屬香港，中學時期就讀於嘉諾撒聖方濟各書院。李氏年少早慧，尤好粵曲，常在課餘時間練曲。1949年，李氏父親替其報名加入南華體育會所開辦的中樂訓練班，成為該訓練班中最年輕的學員，並得到音樂家巢昭豪提攜，故李氏加入訓練班後不久便成為南華會中樂組的台柱，屢屢翻唱粵劇名伶芳艷芬的作品。在一次南華會舉辦的遊藝會中，巢氏邀請李氏演唱，大獲好評，不少音樂社團隨即紛紛邀請她參與播唱演出。1950年，年僅12歲的李氏以播音小姐身分正式出道，於香港廣播電台中文台及香港麗的呼聲播唱粵曲，除了芳艷芬的作品外，當時李氏的首本名曲正是由巢昭豪作曲的《情劫》。1950年6月18日，南華會位於阿公岩的泳棚舉行開幕典禮，大會邀請了李氏出席演出，與南華會中樂股股長郭氏合唱巢氏新曲《唐明皇遊月殿》。
1950年代，李寶瑩與黎文所及鍾麗蓉分別以擅唱粵劇名伶芳艷芬的「芳腔」、何非凡的「凡腔」及紅線女的「女腔」於歌壇崛起，三人遂獲戲曲界合稱「藝壇三寶」，其中李氏有「小芳艷芬」、「新芳艷芬」之封號，黎氏及鍾氏則分別獲稱「小何非凡」及「新紅線女」。:98 三人於1950年代常獲安排一同工作，包括灌錄唱片、上電台播唱粵曲、公開演唱，乃至參與電影演出。其中三人合體的首場公開演出乃於1953年在上環高陞戲院登台表演。1954年，李氏參與由麗的呼聲及《麗的呼聲日報》合辦的播音帝后選舉，李氏經過多輪比賽後獲選為「播音皇后」，江平則榮膺「播音皇帝」。同年，1947年第二屆香港小姐冠軍吳丹鳳正拍攝粵語片《人結人緣》，吳氏遂在李氏獲封「播音皇后」後邀請「藝壇三寶」三人一起參演該電影，而《人結人緣》也成為三人首部合作拍攝的電影。此後直至1956年間，三人曾合作參演十餘部電影，邵氏公司也曾邀請三人到星馬登台表演及拍攝電影。
1959年，芳艷芬因結婚而息影，李寶瑩遂獲各方認定為其接班人。1960年代起，李寶瑩亦始投身粵劇，師承名伶陳非儂及譚珊珊，又曾學藝於京劇演員胡鴻燕及老伶工祁彩芬學習武旦身段及功架，並得女班政家成多娜大力推舉，使李氏甫於戲行出道即能充當寶鼎劇團正印花旦。60年代初，李氏曾與名伶林家聲合作組織家寶劇團。1962年，李氏獲導演周詩祿邀請，擔綱主演其執導及改編自越劇戲寶《碧玉簪》的同名粵劇電影，並與名伶何非凡合作。1973年起，李氏始與羅家英搭檔演出，二人曾先後創立大群英及勵群劇團。李氏1970年代的粵劇名作包括與羅家英合作的《章台柳》以及與何非凡合作的《狄青夜闖三關》等。1974年，李寶瑩和羅家英獲香港中樂團邀請，於香港大會堂音樂廳演唱《白蛇傳之斷橋》，並由該樂團與戲班樂隊聯合伴奏，是為粵曲交響樂化的新嘗試。其後，二人再於大會堂先後演出清唱粵劇《孔雀東南飛》及由市政局支持、孫寶玲執導，以及同由香港中樂團及戲班樂隊聯合伴奏的新編交響樂粵劇《追魚》。1980年6月及7月，市政局曾先後兩次主辦李羅二人的粵曲演唱會，其中《孔雀東南飛》更加插旁白，開創戲曲界先河。李氏亦曾分別與AMA管弦樂團、泛亞交響樂團等古典樂團合作。此外，李氏也曾與羅家英回到二人家鄉廣東順德與順德粵劇團合作，合演《章台柳》及《狄青夜闖三關》等劇目，亦曾到越南、美國及加拿大等地表演粵劇。1980年代，李氏曾再度夥拍林家聲，二人並組織頌榮華劇團，演出《樓台會》及《戎馬金戈萬里情》等劇目。:98 1986年，李氏曾與羅家寶組成新寶粵劇團，演出《胡不歸》等劇目。 除上述文武生外，李氏亦曾與麥炳榮、新馬師曾、陳錦棠、羅劍郎、羽佳、黃千歲、黃超武、石燕子、蘇少棠、林錦堂、吳仟峰等男文武生，以及馮麗（唱片） 、任劍輝（唱片） 、鄧碧雲、祁筱英及陳寶珠等女文武生合作。李氏從藝以來，所灌錄的唱片超過200張。
除粵曲、粵劇及電影演出外，李寶瑩亦曾積極從事粵劇新秀培訓及粵劇藝術推廣工作。1970年代，李氏曾與羅家英到嘉諾撒聖心書院擔任「韻軒粵劇組」導師，教授學生粵劇及戲曲知識以及演戲技巧。其後，二人又曾於香港藝術中心及「韶英劇社」等機構開班授徒，以傳承及推廣粵劇藝術。 李氏也曾主持香港電台第五台粵劇節目《梨園之聲》。獎項方面，李氏曾三度於《華僑晚報》十大明星選舉中入選十大影劇明星（1973年度、1974年度、1980年度）。 1981年6月12日，英屬香港政府公布英女皇壽辰授勳名單，李氏獲頒英女皇榮譽獎章（Badge of Honour），以表揚其致力於訓練粵劇界新血，以及她經常在香港及海外表演以促進粵劇發展的貢獻，是香港粵劇界史上首位獲頒授官方勳銜的女性。
1990年2月1日（農曆正月初六日），李寶瑩與香港前話劇演員兼時任澳門旅遊娛樂股份有限公司高級行政經理暨葡京娛樂場經理簡朗秋於美國紐約註冊結婚，此後李氏隨丈夫移居澳門，並從此息影。

## 家庭
李寶瑩父母育有四名子女，李氏排行第一，有一妹二弟。1950年代，李氏到星馬拍電影後回港不久，其父逝世。 李氏其中一名胞弟李漢樑（1940年5月6日－1982年2月22日）為執業教師，曾於柴灣海星小學上午校任教，後於1982年2月22日因腦膜炎病逝於聖德肋撒醫院。

## 感情生活
據粵劇名伶羅家英指，1973年，羅氏與李寶瑩因搭檔演出而日久生情，彼此相戀14年後分手，二人分手後只曾見過一面。 1987年，李寶瑩於一個在廣州舉行的粵劇名伶薛覺先逝世三十周年紀念晚會中，結識了香港前話劇演員兼時任澳門旅遊娛樂股份有限公司高級行政經理暨葡京娛樂場經理簡朗秋，二人於1990年2月1日（農曆正月初六日）在美國紐約註冊結婚，此後二人定居澳門。 2007年5月27日晚上10時30分，簡朗秋於澳門鏡湖醫院逝世，享年67歲。

## 部分粵劇名作
| 年分     | 劇名               | 備註                         |
| 1970年代 | 《章台柳》         | 與羅家英合作，英華年劇團劇目 |
| 1970年代 | 《狄青夜闖三關》   | 與何非凡合作                 |
| 1970年代 | 《蟠龍令》         | 英華年劇團劇目               |
| 1970年代 | 《孔雀東南飛》     | 與羅家英合作                 |
| 1970年代 | 《追魚》           | [ 15 ]                       |
| 1970年代 | 《戎馬金戈萬里情》 | 與林家聲合作，家寶劇團劇目   |
| 1974年   | 《白蛇傳之斷橋》   | [ 15 ]                       |
| 1974年   | 《新啼笑因緣》     | [ 31 ]                       |
| 1980年代 | 《樓台會》         | 頌榮華劇團劇目               |

## 參演電影作品
註：以下電影資料主要出自香港影庫，作品皆為粵語片。
| 年分   | 片名                         | 角色           | 備註                                                          |
| 1954年 | 《人結人緣》                 |                | 兼演唱電影主題曲 與「藝壇三寶」另外兩位成員黎文所及鍾麗蓉合作 |
| 1954年 | 《新白金龍》                 |                | 與黎文所及鍾麗蓉合作                                          |
| 1954年 | 《情賊沙三少》               | 三少奶         | 與黎文所及鍾麗蓉合作                                          |
| 1954年 | 《唐伯虎點秋香》             |                | 與黎文所及鍾麗蓉合作                                          |
| 1954年 | 《斷腸紅》                   |                | 兼演唱電影主題曲 與黎文所及鍾麗蓉合作                         |
| 1955年 | 《狀元貪駙馬》               |                |                                                               |
| 1955年 | 《星島紅船》                 |                | 兼演唱電影主題曲 與黎文所及鍾麗蓉合作                         |
| 1955年 | 《入鄉隨俗》                 |                | 與黎文所及鍾麗蓉合作                                          |
| 1955年 | 《後窗》                     |                | 與黎文所及鍾麗蓉合作                                          |
| 1956年 | 《西遊記》                   | 女皇           | 與黎文所及鍾麗蓉合作                                          |
| 1956年 | 《黃飛鴻紅船殲霸》           |                | 兼演唱電影主題曲 與黎文所及鍾麗蓉合作                         |
| 1956年 | 《杜十娘怒沉百寶箱》         | 徐素素         |                                                               |
| 1956年 | 《喬太守亂點鴛鴦譜》         | 孫珠姨         | 與黎文所及鍾麗蓉合作                                          |
| 1957年 | 《荒唐鏡五鬥陳夢吉》         |                |                                                               |
| 1957年 | 《人心博人心》               |                |                                                               |
| 1957年 | 《羅通掃北》                 |                |                                                               |
| 1957年 | 《唐伯虎點秋香》             |                |                                                               |
| 1958年 | 《賊王子》                   |                |                                                               |
| 1958年 | 《賊王子續集》               |                |                                                               |
| 1958年 | 《兩傻遊地獄》               |                |                                                               |
| 1958年 | 《兩傻遊天堂》               |                |                                                               |
| 1959年 | 《闔家有喜》                 | 丁三寶         |                                                               |
| 1960年 | 《苦命妻千里報夫仇》         |                |                                                               |
| 1960年 | 《十大姐》                   | 林黛玉／蔡平姬 |                                                               |
| 1960年 | 《亞福對錯馬票》             | 羅碧           |                                                               |
| 1961年 | 《十載含冤為我郎》           | 美兒           |                                                               |
| 1962年 | 《巧鳳試郎心》               | 趙麗嫦         |                                                               |
| 1962年 | 《碧玉簪》                   | 李秀英         |                                                               |
| 1962年 | 《春滿帝皇家》               | 西施           |                                                               |
| 1963年 | 《白猿太子陰陽崖會母》       |                |                                                               |
| 1963年 | 《白蟒鬧龍》                 |                |                                                               |
| 1963年 | 《星島姊妹花》               | 吳淑貞         |                                                               |
| 1963年 | 《子母碑》                   |                |                                                               |
| 1963年 | 《七彩寶蓮燈》               |                |                                                               |
| 1964年 | 《龍江三虎完結篇》           |                |                                                               |
| 1964年 | 《濟公活佛》                 | 董月娥         |                                                               |
| 1964年 | 《半張碌架床》               | 勞燕芳         |                                                               |
| 1964年 | 《荒唐四怪俠》               | 紅衣天嬌何倩影 |                                                               |
| 1964年 | 《荒唐四怪俠下集大結局》     | 紅衣天嬌何倩影 |                                                               |
| 1964年 | 《三個正宮殺太子》           | 姚綺年         |                                                               |
| 1964年 | 《三個正宮殺太子下集大結局》 | 姚綺年         |                                                               |
| 1965年 | 《海底骷髏塔》               | 螺美人         |                                                               |
| 1965年 | 《海底骷髏塔下集大結局》     | 螺精           |                                                               |
| 1965年 | 《哪吒三戲紅孩兒》           | 鐵扇公主       |                                                               |
| 1965年 | 《真假濟公》                 |                |                                                               |
| 1966年 | 《觀音得道香花山大賀壽》     |                |                                                               |

## 外部連結
- 李寶瑩在香港影庫上的簡介
- 李寶瑩在互联网电影资料库（IMDb）上的資料（英文）
- 李寶瑩在豆瓣上的资料（简体中文）